# Попов, Евгений Васильевич
Евге́ний Васи́льевич Попо́в (род. 1 сентября 1955) — советский и российский экономист, доктор физико-математических наук, доктор экономических наук, профессор, член-корреспондент РАН (2011), Заслуженный деятель науки Российской Федерации. Индекс Хирша — 33.
Закончил УПИ в 1972 году, затем работал в этом же вузе. В настоящее время работает в Уральском институте управления — филиале Российской академии народного хозяйства и государственной службы при Президенте Российской Федерации. Заместитель главного редактора журнала «Журнал экономической теории», член редакционного совета журнала «Маркетинг в России и за рубежом», член редакционного совета журнала «Montenegrin Journal of Economics».

## Публикации
Автор более 300 научных публикаций.

### Книги
- «Эволюция институтов миниэкономики»
- «Оппортунизм экономических агентов»
- «Институты миниэкономики»
- «Институциональные ловушки Полтеровича и трансакционные издержки»
- «Институты производства знаний»
- «Институционально-эволюционная миниэкономическая теория»
- «Оценка конкурентоспособности»
- «Миниэкономика»
- «Рыночный потенциал предприятия»
- «Теория анализа рынка»
- «Продвижение товаров и услуг»
- «Теория маркетинга»
- «Продвижение товара»
- «Искусство маркетинга»

### Монографии
- Рыночный потенциал предприятия. М.: Экономика, 2002. 559 с.
- Попов Е. В., Татаркин А. И. Миниэкономика. М.: Наука, 2003. 487 с.
- Институты миниэкономики. М.: Экономика, 2005. 638 с.
- Попов Е. В., Власов М. В. Миниэкономические институты производства новых знаний. Екатеринбург: ИЭ УрО РАН, 2006. 165 с.
- Эволюция институтов миниэкономики. М.: Наука, 2007. 550 с.

### Статьи
- Некипелов А. Д., Татаркин А. И., Попов Е. В. Приоритеты развития современной экономической теории // Экономическая наука современной России. 2006. № 3. С. 127—140.
- Попов Е. В. Институты миниэкономики как субъекты эволюции //Вестник РАН. 2006. № 6. С. 544—552.
- Popov E.V., Simonova V.L. Forms of Opportunism between Principals and Agents //International Advances in Economic Research. 2006. Vol. 12. No. 1. P. 115—123.
- Попов Е. В. Миниэкономические институты // Вопросы экономики. 2005. № 12. С. 96-108.
- Popov E.V. Minieconomics as a Separate Part of Microeconomics // Atlantic Economic Journal. 2005. Vol. 32. No. 3. P. 133.
- Попов Е. В., Симонова В. Л. Эндогенный оппортунизм в теории «принципала-агента» // Вопросы экономики. 2005. № 3. С. 118—130.
- Попов Е. В., Симонова В. Л. Оценка внутрифирменного оппортунизма работников и менеджеров //Проблемы теории и практики управления. 2005. № 4. С. 108—117.
- Хмелькова Н. В., Попов Е. В. Полидинамичность организационных рутин внутренней среды предприятия //Известия УрГЭУ. 2005. № 10. С. 22-30.
- Попов Е. В. Теория издержек рутинизации полидинамичной эволюции организационных рутин фирмы //Вестник УГТУ-УПИ. 2005. № 6. С. 6-15.
- Попов Е. В. Классификация миниэкономических институтов //Журнал экономической теории. 2005. № 3.
- Popov E.V. Market Potential of the Firm //International Advances in Economic Research. 2004. Vol. 10. No. 4. P. 337.
- Хмелькова Н. В., Попов Е. В. О жизненном цикле внутренней среды организации //Менеджмент в России и за рубежом. 2004. № 1. С. 119—126.
- Попов Е. В., Симонова В. Л. Матрица теорий предприятия //Экономическая наука современной России. 2002. № 4. С. 5-18.
- Ханжина В. Л., Попов Е. В. Структура рыночного потенциала предприятия //Проблемы теории и практики управления. 2001. № 6. С. 118—122
- Попов Е. В. Классификация и специализация разделов экономической науки //Общество и экономика. 2001. № 2.
- Попов Е. В. Миниэкономика как раздел экономической науки //Экономическая наука современной России. ЦЭМИ РАН, 2000.С.90-93.

## Награды и почётные звания
- Медаль имени Н.Н. Колосовского (УрО РАН, 23 июня 2022) — за серию научных работ по институциональному моделированию экономической деятельности
- Почётный диплом имени М.А. Сергеева (УрО РАН, 22 октября 2015) — за серию работ «Моделирование экономических институтов экономики знаний»
- Лауреат премии им. чл.-корр. РАН М. А. Сергеева (2002)
- Лауреат Российской ассоциации развития управления (1998)
- Член Международной ассоциации эволюционной экономики (2005)
- Член Королевского экономического общества (Великобритания, 2004)
- Член Атлантического экономического общества (США, 2003)
- Действительный член Нью-Йоркской академии наук (1995)
- Член международной энергетической академии (1995)
- Автор первого российского учебника по продвижению товаров (1999)
- Первый на Урале аттестованный профессор маркетинга (1998)
- Член-корреспондент Академии экономических наук и предпринимательской деятельности России
- Бизнес-консультант крупнейших российских предприятий (УЭХК, Уралмаш-метоборудование, Уралтрансмаш и др.)